# DAC E217

DAC E217 на території Музею громадського транспорту (колишній автобусний парк №3). Київ, грудень 2016

Фрагмент салону та кабіна водія

Панель приладів DAC E217

ROCAR E217 — зчленований 17-метровий тролейбус, що випускався Бухарестським заводом концерну ROCAR-DAC (Rocar DAC), Румунія з 1988 до кінця 1990-х років. Проект та серійне виробництво цих тролейбусів почалося у 1988, багато державних підприємств стали приватними (причиною став розпад Радянського Союзу). ROCAR S.A. був куплений компанією DAC, об'єднавшись у концерн ROCAR DAC (пізніше компанія почала випускати автобуси та тролейбуси з тією ж назвою ROCAR-DAC-…). Тому DAC-E217 було перейменовано у ROCAR-E217, а ROCAR у DAC. Це були дуже подібні зчленовані тролейбуси і серійно випускалися до кінця 1990-х, допоки їх не замінили сучасніші моделі з новішим обладнанням. Такі тролейбуси поставлялися і в Україну у 1980-1990-х роках: вони працювали в Києві до 2007 року, а в Харкові - до 2014.

## Загальний опис
Деякі деталі цього тролейбуса були напряму узяті з колись популярних моделей Ikarus 280' і 283'. Загалом тролейбус у довжину має 16,89 метра (зчленовані Ікаруси мали до 17 метрів), у ширину «звичні» 2.50—2.51 метра і у висоту 3.58 метра. Тролейбус двосекційний: тягач Е217 і причеп, гармошка гофрована. Лобове скло розділено надвоє (що було характерно для моделей 1980-х), склоочисники важільні. Модель високопідлогова, висота салону над проїжджою частиною коливається між 55 та 75 сантиметрами залежно від частини тролейбуса. На передку міститься незварний чіткоокреслений бампер з буксирувальним пристроєм. Вище розташовується радіатор, освітлення складається з двох одинарних фар з кожного боку та 6—8 габаритних вогнів на стінах. Електроустаткування традиційно знаходиться на причепах. Задок тролейбуса мало різниться від Ikarus 280; за винятком натягнутих штанг, що здатні сильно відхилятися від контактних мереж до 4.5 метра. У салоні може розміститися до 156 чоловік, 39 місць — сидячих. Тролейбус високопідлоговий та чотиридверний, двері відкриваються електроприводом з шумом, двійчасті (формула 2—2—2—2). Сидіння тролейбуса оббиті «диванною» оббивкою і зазвичай парні; проте більшість ROCAR'ів, що їздять на дорогах України мають інші сидіння: одинарні з пластику та меншої комфортабельності, зазвичай такі сидіння ставилися на трамваї випуску 1970-х—1980-х років. Тролейбус рясно обладнаний великою кількістю поручнів, що «дісталося» від зчленованих Ікарусів, розрахованих на 132 місця. У тягачі може розташуватися до 90—100 чоловік, у причепі відповідно близько 60 осіб. Зчленувальний вузол уможливлює руху пасажирів поміж двома секціями. Хоч висота самого тролейбуса становить майже 3.6 метра, висота стелі тягнеться до 2 метрів, що може викликати незручності у людей високого зросту. Обдув у салоні здійснюється або ж люками або розсувними кватирками, що розташовані через кожне друге вікно. Кабіна водія позичила чимало деталей від ЗіУ та Ікарус, наприклад спідометр з горизонтальною стрілкою та позначкою «120 км/год», загальне розташування приладів та кермової системи майже не удосконалилося. Також перевагою моделі є відокремлена від салону кабіна. Ця модель має педаль зчеплення, проте не підключена до системи і використовується, як додаткове гальмо, хоча справжнє гальмо розташоване поряд з педалюю газу. Тролейбус має двигун TN81 та потужність у 150—175 кіловат. Підвіска тролейбуса незалежна, ведучий міст обслуговує угорська фірма RABA. Хід тролейбуса у середньому 20 км/год; тролейбус непридатний їздити на великих швидкостях, особливо через величезне завантаження, що часто перевищує 100 чоловік. Найголовніший збірний майданчик, де збирається найбільше пасажирів — задні двері тягача або передні причепа, також гармошка.
Переваги моделі:
- велика пасажиромісткість тролейбуса, призначеного перевозити особливо великі маси пасажирів
- можливість переходити з однієї секції у іншу
- можливість стояти на зчленувальному вузлі (прямо у коридорі гармошки) без ризику оскільки вигин вузла відбувається плавно
- плавне гальмування та розгін
- три системи гальмування дають невеликий гальмівний шлях
- можливість значно відхилятися від контактних мереж
- проста конструкція дає підвищений термін праці машин, не менше 15—20 років служби без ремонту ходових частин та кузова

Недоліки моделі:
- висока підлога
- сильна спека у салоні при високому завантаженні
- відчутно струси незалежної підвіски під час руху
- незручні крісла (якщо трамвайного типу)
- сильний шум двигуна

## Технічні характеристики

### Загальні дані
| Параметр               | Характеристика                     |
| ---------------------- | ---------------------------------- |
| Модифікація            | ROCAR E217                         |
| Фірма                  | ROCAR S.A.-DAC (Бухарест)          |
| Випуск, роки           | 1989—кінець 1990-х                 |
| Екземпляри, шт         | не менше 300                       |
| Тролейбуси є в, країни | Угорщина, Румунія, Україна, Польща |
| Подібні                | DAC E217                           |

### Габаритні розміри
| Параметр                                        | Характеристика     |
| ----------------------------------------------- | ------------------ |
| Тип кузова                                      | самонесний зварний |
| Довжина, мм                                     | 16888              |
| Ширина, мм                                      | 2510               |
| Висота                                          | 3580               |
| Колісна база, мм (тягач)                        | 5650               |
| Колісна база, мм (причеп)                       | 5868               |
| Кліренс, мм                                     | 165—205            |
| Передній звис, мм                               | 2145               |
| Задній звис, мм                                 | 2545               |
| Кут переднього звису, °                         | 8°20'              |
| Кут заднього звису, °                           | 8                  |
| Колія ведучого моста, мм                        | 1850               |
| Колія переднього моста і моста напівпричепа, мм | 2055               |
| Діаметр повороту за габаритом, мм               | 23000              |
| Матеріал гармошки                               | гофр               |
| Максимальний кут повороту з гармошкою, °        | 36                 |
| Підвіска                                        | незалежна          |
| Тяговий міст                                    | RABA               |
| Гарантійний строк                               | 12—15 місяців      |
| Ресурс кузова, не менш ніж, роки                | 15                 |

### Салон
| Параметр                          | Характеристика                           |
| --------------------------------- | ---------------------------------------- |
| Висота салону, см                 | 195                                      |
| Висота підніжок (1 двері), мм     | 332 (сходинка)                           |
| Висота підніжок (2,3,4 двері), мм | 220 (сходинка)                           |
| Тип дверей                        | двійчасті, відкриваються пневмоприводом  |
| Кількість дверей, шт              | 4 (формула 2—2—2—2)                      |
| Корисний дверний отвір, мм        | 1170                                     |
| Сидячих місць, шт                 | 39                                       |
| Загальна пасажиромісткість, чол   | 156                                      |
| Опалення (салон)                  | 4 печі потужністю 3 КВт                  |
| Опалення (кабіна)                 | 1 піч (режимом 3—6 КВт)                  |
| Обдув (загально)                  | через кватирки або примусовий через люки |
| Кабіна водія                      | закритого типу                           |

### Маси і навантаження
| Параметр                                                               | Характеристика  |
| ---------------------------------------------------------------------- | --------------- |
| Споряджена маса, кг                                                    | 14800           |
| Повна маса, кг                                                         | 25700           |
| Навантаження на ведучий/передній/задній мости при спорядженій масі, кг | 6500/4800/3500  |
| Навантаження на ведучий/передній/задній мости при повній масі, кг      | 12500/6600/6600 |

### Двигун
| Параметр                               | Характеристика                                           |
| -------------------------------------- | -------------------------------------------------------- |
| Тип двигуна                            | електромотор постійного струму та послідовного збудження |
| Назва двигуна                          | TN81                                                     |
| Потужність, КВт                        | 150—175                                                  |
| Максимальна швидкість, км/год          | 60                                                       |
| Середній часовий оберт, оберти/хв      | 1340                                                     |
| Максимально обертів на хвилину         | 3200                                                     |
| Степінь номінального збудження двигуна | 0.78                                                     |
| Степінь мінімального збудження         | 0.4                                                      |
| Чиста маса двигуна, кг                 | 1300                                                     |
| ККД двигуна, %                         | 91                                                       |

### Характеристики електроустаткування та електрики
| Параметр                                                  | Характеристика |
| --------------------------------------------------------- | -------------- |
| Максимальна допустима висота контактної мережі, м         | 6.7            |
| Мінімальна допустима висота контактної мережі, м          | 4.0            |
| Максимально допустиме відхилення від контактної мережі, м | 4.5            |
| Розташування комплекту електроустаткування                | на причепі     |
| Напруга у мережі, Вольт                                   | 420—720        |
| Максимально струм пуску, Ампер                            | 540            |
| Звичайно струм пуску, Ампер                               | 320            |
| Максимальна напруга під час гальмування, Вольт            | 1400           |
| Номінальна сила струму, Ампер                             | 275            |

### Гальмівні системи
| Тип               | Дія                                                                    |
| ----------------- | ---------------------------------------------------------------------- |
| Пневматичний      | Екстрене гальмо має два незалежних контури на тягачі і один на причепі |
| Електродинамічний | Виконується за допомогою якорю ТЕД                                     |
| Стояковий         | гальмує передні колеса акумуляторними пружинами                        |